# Stomachion

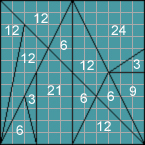
Oppervlaktes.

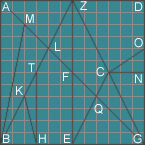
Punten.

Stomachion is een geometrische puzzel, die onderwerp was van een wiskundig opstel door de Griekse wijsgeer Archimedes. Zijn beschrijving van het spel was eeuwenlang bekend in het Latijn uit een incomplete Arabische overlevering. In 1889 kwam de Deense filoloog Johan Ludvig Heiberg een 10e-eeuwse kopie in het Grieks op het spoor in de Archimedespalimpsest. De overlevering is fragmentarisch en lang was niet duidelijk wat Archimedes zo boeide aan een kinderspel, maar enkele vragen zijn in de laatste jaren beantwoord.
De puzzel bestaat uit veertien figuren die op een voorgeschreven manier uit een vierkant worden gesneden. Velen hebben gedacht dat deze vormen moesten worden gebruikt om nieuwe figuren te creëren, zoals een tangram, maar uit recente studies van de Archimedespalimpsest blijkt dat de interesse van de Griekse wetenschapper zich toespitste op de vraag op hoeveel manieren met deze stukjes het vierkant kan worden gelegd, de vroegste vorm van combinatoriek. De bewaarde tekstdelen verraden niet of hij het antwoord wist, maar gezien de gedegen inleiding van de opdracht en zijn overige prestaties is dat wel aannemelijk.
De volledige titel is oorspronkelijk "Ἀρχιμήδους Ὀστομάχιον". De Arabische naam luidt Stomachion, en de Romeinse dichter Decimus Magnus Ausonius beschrijft het spel in de 4e eeuw in zijn Liber XVII Cento nuptalis het woord met een letter -o- "quod Graeci ostomachion vocavere". Over de betekenis van deze namen bestaan veel meningen. Een verband met het Griekse woord στόμα stoma, "mond", ligt volgens sommigen minder voor de hand dan "uitdaging, wedstrijd [mákhion, verkleinwoord van makhê, "strijd"] met beenderen [ostéon]", een verwijzing naar de puzzelstukjes die vaak uit ivoor werden vervaardigd. Andere aanduidingen waren als Loculus Archimedius, Archimedes' doosje, of Syntemachion, een uitdaging van samenstellingen.
Het aantal mogelijkheden om een vierkant te leggen werd in 2003 door 4 wiskundigen vastgesteld op 17.152 (Dr. Persi Diaconis, Dr. Susan Holmes, Dr. Ronald Graham en Dr. Fan Chung (Universiteit van Californië, San Diego). Onafhankelijk van hen schreef Dr. William H. Cutler een computerprogramma dat dit getal bevestigde.